# Metatanais cylindricus
Metatanais cylindricus is een naaldkreeftjessoort . De wetenschappelijke naam van de soort is voor het eerst geldig gepubliceerd in 1952 door Sueo M. Shiino.